# Ágost
Az Ágost férfinév a latin Augustus név magyar változatából (Augusztusz) való, de lehet a szintén ebből származó Ágoston név rövidülése is, jelentése: magasztos, fennkölt.
Női párja: Auguszta, Augusztina, Ágosta.

## Rokon nevek
Az Ágost anyakönyvezhető rokon neve:
- Ágoston

## Gyakorisága
Az 1990-es években szórványosan fordult elő. A 2000-es és a 2010-es években nem szerepel a 100 leggyakrabban adott férfinév között.
A teljes népességre vonatkozóan a 2000-es és a 2010-es években az Ágost nem szerepelt a 100 leggyakrabban viselt férfinév között.

## Névnapok
- május 28.[2]
- augusztus 3.[2]
- augusztus 8.[2]
- augusztus 28.[2]

## Híres Ágostok
„Ágost” utónevű személyek szócikkeinek listája a Wikidata alapján